# Aruba a 2024. évi nyári olimpiai játékokon
Aruba a franciaországi Párizsban megrendezett 2024. évi nyári olimpiai játékok egyik részt vevő nemzete volt. Az országot az olimpián 4 sportágban 6 sportoló képviselte, akik érmet nem szereztek.

## Kerékpározás

### BMX
Pálya
| Versenyző       | Versenyszám | Negyeddöntő | Negyeddöntő | Vigaszág | Vigaszág | Elődöntő | Elődöntő | Döntő   | Döntő    | Helyezés |
| Versenyző       | Versenyszám | Pont        | Helyezés    | Idő      | Helyezés | Pont     | Helyezés | Idő     | Helyezés | Helyezés |
| --------------- | ----------- | ----------- | ----------- | -------- | -------- | -------- | -------- | ------- | -------- | -------- |
| Shanayah Howell | Női         | 23          | 23.         | kiesett  | kiesett  | kiesett  | kiesett  | kiesett | kiesett  | 23.      |

## Sportlövészet
Férfi
| Versenyző     | Versenyszám | Selejtező | Selejtező | Döntő   | Döntő    |
| Versenyző     | Versenyszám | Pont      | Helyezés  | Pont    | Helyezés |
| ------------- | ----------- | --------- | --------- | ------- | -------- |
| Philip Elhage | Légpisztoly | 554       | 33.       | kiesett | kiesett  |

## Úszás
Férfi
| Versenyző        | Versenyszám | Előfutam | Előfutam | Előfutam | Elődöntő | Elődöntő | Elődöntő | Döntő   | Döntő    |
| Versenyző        | Versenyszám | Idő      | Hely.    | Össz.    | Idő      | Hely.    | Össz.    | Idő     | Helyezés |
| ---------------- | ----------- | -------- | -------- | -------- | -------- | -------- | -------- | ------- | -------- |
| Mikel Schreuders | 50 m gyors  | 22,14    | 3.       | 26.      | kiesett  | kiesett  | kiesett  | kiesett | kiesett  |
| Mikel Schreuders | 100 m gyors | 48,84    | 1.       | 26.*     | kiesett  | kiesett  | kiesett  | kiesett | kiesett  |

Női
| Versenyző   | Versenyszám | Előfutam | Előfutam | Előfutam | Elődöntő | Elődöntő | Elődöntő | Döntő   | Döntő    |
| Versenyző   | Versenyszám | Idő      | Hely.    | Össz.    | Idő      | Hely.    | Össz.    | Idő     | Helyezés |
| ----------- | ----------- | -------- | -------- | -------- | -------- | -------- | -------- | ------- | -------- |
| Chloë Farro | 50 m gyors  | 26,49    | 7.*      | 32.*     | kiesett  | kiesett  | kiesett  | kiesett | kiesett  |

* - egy másik versenyzővel azonos időt ért el

## Vitorlázás
Férfi
| Versenyző        | Versenyszám              | Futam | Futam | Futam | Futam | Futam | Futam | Futam | Futam | Futam | Futam | Futam | Futam | Futam | Futam | Futam | Futam   | Futam   | Pontszám | Helyezés |
| Versenyző        | Versenyszám              | 1     | 2     | 3     | 4     | 5     | 6     | 7     | 8     | 9     | 10    | 11    | 12    | 13    | 14-20 | N     | E       | É       | Pontszám | Helyezés |
| ---------------- | ------------------------ | ----- | ----- | ----- | ----- | ----- | ----- | ----- | ----- | ----- | ----- | ----- | ----- | ----- | ----- | ----- | ------- | ------- | -------- | -------- |
| Ethan Westera    | IQFoil (Szörfvitorlázás) | 11    | 12    | 12    | 17    | 10    | 13    | 8     | 11    | 3     | 6     | 8     | 2     | 7     | X     | 5     | kiesett | kiesett | 90       | 8.       |
| Just van Aanholt | ILCA 7 (Laser)           | 26    | 39    | 25    | 24    | 34    | 10    | 23    | 36    | X     | X     |       |       |       |       |       |         | kiesett | 178      | 33.      |